# Magdaleno Cedillo
General Magdaleno Cedillo Martínez fue un militar mexicano que participó en la Revolución de las magdalenas. Nació en el Rancho Palomas, Ciudad del Maíz, San Luis Potosí, en 1880. Hermano de Cleofas y Saturnino Cedillo. Se unió al maderismo pero luego se levantó como orozquista en su zona. Como tal tomó Ciudad del Maíz y atacó en varias ocasiones el tren que iba de San Luis Potosí a Tampico. En 1913 se alzó contra Victoriano Huerta a favor del Plan de Guadalupe, pero actuó con gran independencia, aunque luego fue incorporado al Cuerpo de Ejército del Noreste. Participó en la Convención de Aguascalientes donde apoyó al villismo. A pesar de la derrota de este, siguió combatiendo contra los carrancistas hasta el 4 de noviembre de 1917, cuando murió en un combate en la hacienda de Montebello, en Ciudad del Maíz. Su cadáver fue expuesto para escarmiento de los rebeldes.